# Sašo Peče
Sašo Peče, slovenski politik, poslanec in ekonomist, * 3. maj 1971, Ljubljana.

## Življenjepis
Sašo Peče, nekdanji član Slovenske nacionalne stranke, je bil leta 2004 drugič izvoljen v Državni zbor Republike Slovenije; v tem mandatu je bil član naslednjih delovnih teles:
- Ustavna komisija
- Mandatno-volilna komisija
- Kolegij predsednika Državnega zbora Republike Slovenije.

6. januarja 2008 je skupaj z Barbaro Žgajner Tavš, Boštjanom Zagorcem in Bogdanom Barovičem protestno izstopil iz poslanske skupine SNS ter ustanovil novo poslansko skupino Lipa. Barovič se naslednji dan premislil in se vrnil v SNS. Na volitvah leta 2008 njegova poslanska skupina ni dobila mandata v parlamentu.